# Ari Behn
Ari Mikael Behn, all'anagrafe Ari Mikael Bjørshol (Aarhus, 30 settembre 1972 – Lommedalen, 25 dicembre 2019), è stato uno scrittore danese naturalizzato norvegese.

## Biografia
Nacque in Danimarca ma a sei anni seguì i genitori trasferendosi in Norvegia.
Dopo la laurea all'Università di Oslo, si sposò con la principessa Marta Luisa di Norvegia nel 2002. Dal matrimonio, terminato col divorzio nel 2016, sono nate tre figlie: Maud Angelica (2003), Leah Isadora (2005), Emma Tallulah (2008).
Scrisse tre romanzi, due raccolte di racconti e un libro autobiografico nel quale rivelò di essere in cura per una malattia mentale. Nel 2017 dichiarò di essere stato pesantemente molestato da Kevin Spacey.
Morì suicida nella propria casa il giorno di Natale del 2019.